# (643) Scheherezade
(643) Scheherezade es un asteroide perteneciente al cinturón exterior de asteroides descubierto el 8 de septiembre de 1907 por August Kopff desde el observatorio de Heidelberg-Königstuhl, Alemania.
Está nombrado por Scheherezade, la narradora de los cuentos de Las mil y una noches.